# Dzwonkówka brązowozielona

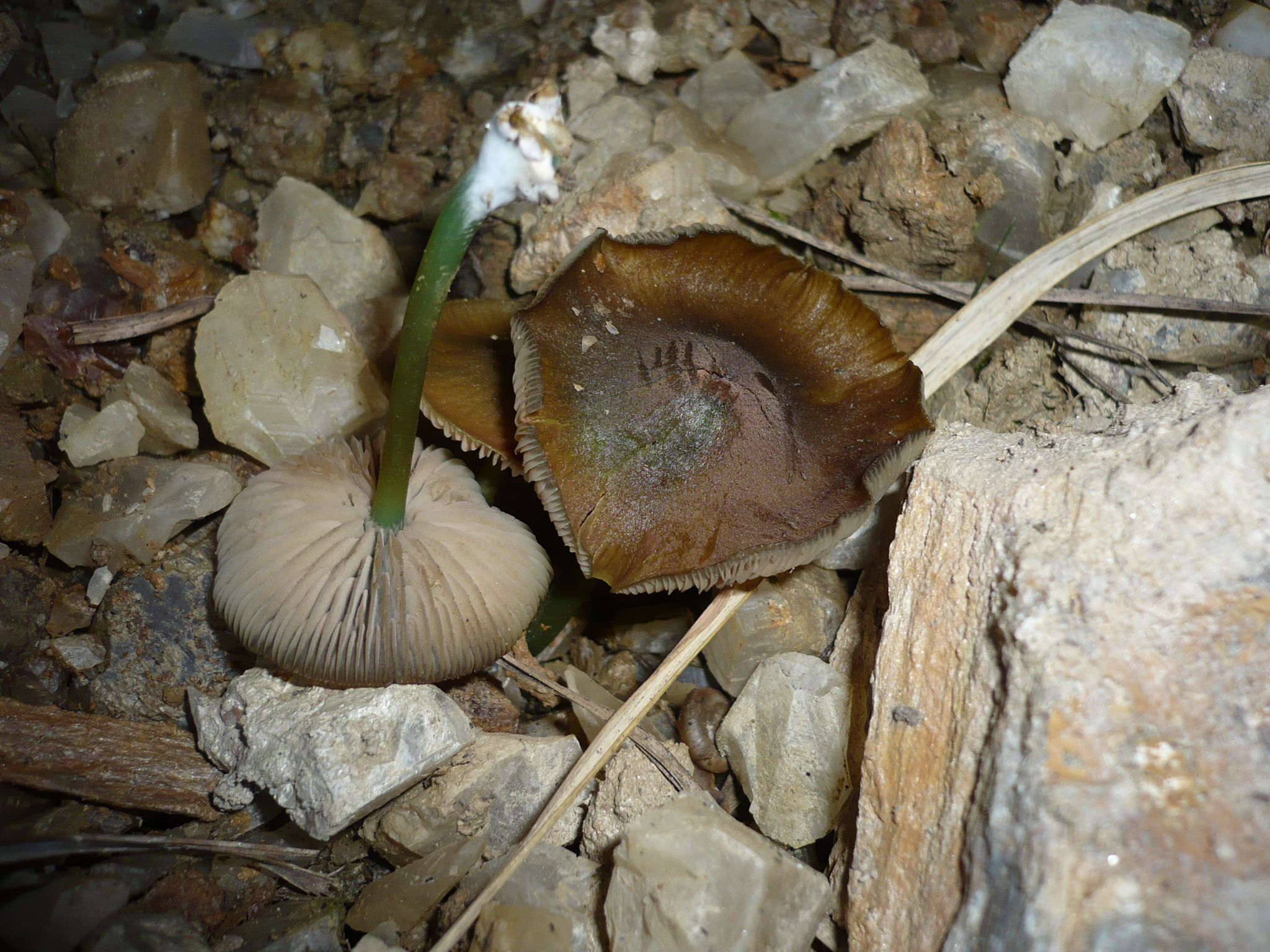

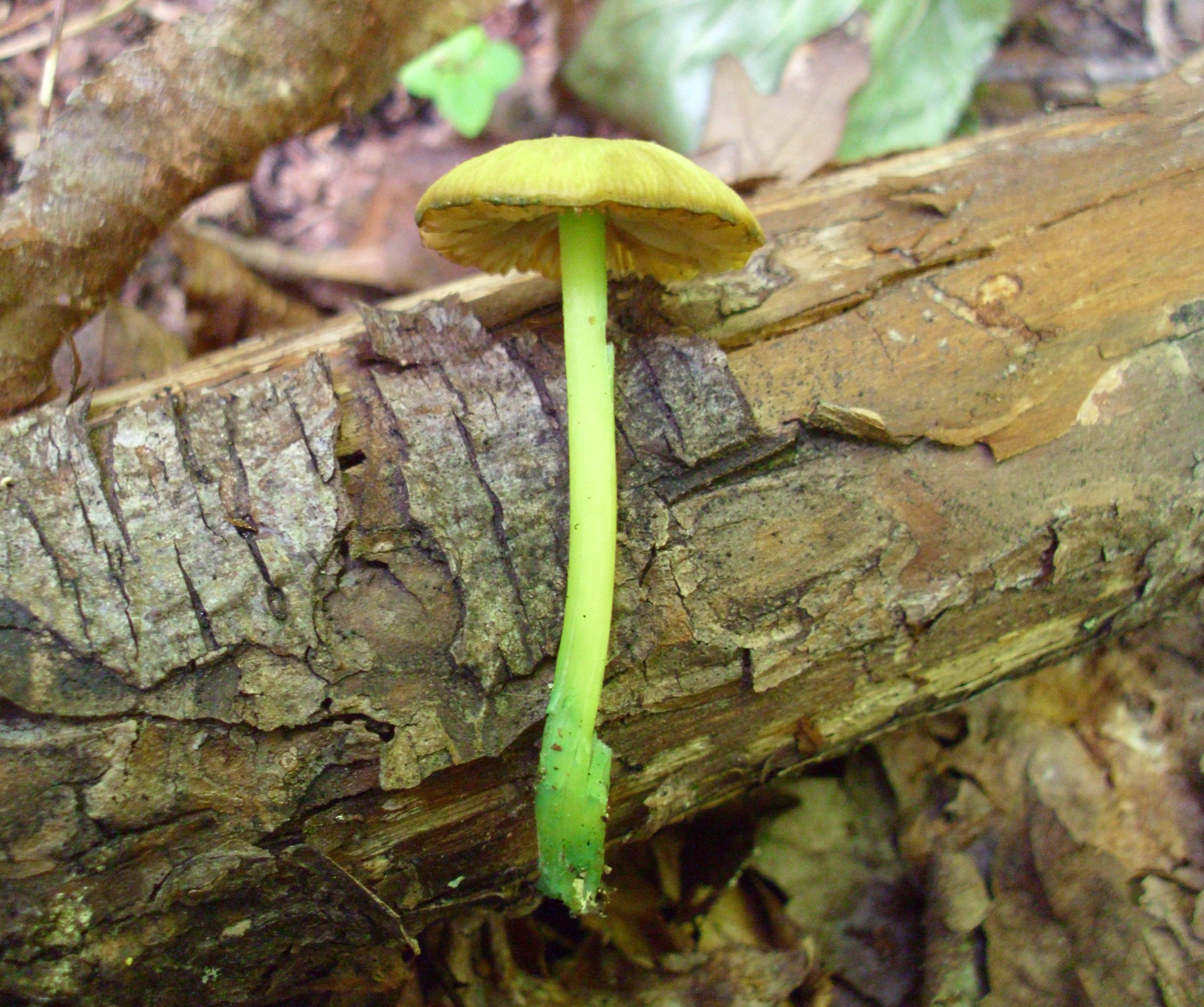

Dzwonkówka brązowozielona (Entoloma incanum (Fr.) Hesler) – gatunek grzybów z rodziny dzwonkówkowatych (Entolomataceae).

## Systematyka i nazewnictwo
Pozycja w klasyfikacji według Index Fungorum: Entoloma, Entolomataceae, Agaricales, Agaricomycetidae, Agaricomycetes, Agaricomycotina, Basidiomycota, Fungi.
Po raz pierwszy zdiagnozował go w 1821 r. Elias Fries, nadając mu nazwę Agaricus incanus. Obecną, uznaną przez Index Fungorum nazwę nadał mu Lexemuel Ray Hesler w 1967 r.
Synonimy:

- Agaricus euchlorus Lasch 1838
- Agaricus incanus Fr. 1821
- Agaricus incanus var. polychrous Berk. & Broome 1871
- Agaricus murinus Sowerby 1798
- Agaricus sowerbyi Berk. 1836
- Entoloma incanum (Fr.) Hesler 1967 f. incanum
- Entoloma incanum var. citrinobrunneum Arnolds 1982
- Entoloma incanum (Fr.) Hesler 1967 var. incanum
- Leptonia euchlora (Lasch) P. Kumm. 1871
- Leptonia incana (Fr.) Gillet 1876
- Leptonia incana var. citrina D.A. Reid 1972
- Leptonia incana (Fr.) Gillet 1876 var. incana
- Leptonia incana var. polychroa (Berk. & Broome) Sacc. 1887
- Leptonia incanus (Fr.) Gillet 1876
- Omphalia amethystea var. incana (Fr.) Gray 1821
- Rhodophyllus chloropolius var. incanus (Fr.) Quél. 1886
- Rhodophyllus euchlorus (Lasch) Quél. 1886
- Rhodophyllus incanus (Fr.) E. Horak 1980

Nazwę zwyczajową zaproponował Władysław Wojewoda w 2003 r.

## Morfologia
Kapelusz
Średnica 1–4 cm, początkowo półkulisty, czasami stożkowy, potem wypukły, w końcu rozpostarty z wklęśnięciem na środku. Brzeg młodych owocników lekko podwinięty, potem prosty, z wiekiem często karbowany lub popękany. Jest częściowo niehigrofaniczny. W stanie wilgotnym przeźroczysty i prążkowany do połowy promienia, oliwkowozielony lub oliwkowobrązowy, czasami żółtozielony, cytrynowy lub brązowoczerwony, zwykle przy brzegu jaśniejszy. W stanie suchym wyblakły, promieniście włóknisty, czasem na środku drobno łuseczkowaty lub filcowaty.
Blaszki
W liczbie 15-23, z międzyblaszkami (l = 3-7), średniogęste lub gęste, lekko wykrojone lub zbiegające z ząbkiem, łukowate, rzadziej brzuchate, nierówne, czasem poszarpane o szerokości do 5 mm. Początkowo zielonkawe, potem dość brudno-różowe. Ostrza przeźroczyste, tej samej barwy.
Trzon
Wysokość 2–8 cm, grubość 1,5–4 mm, cylindryczny lub nieco spłaszczony, czasami wyraźnie rozszerzający się w kierunku podstawy, początkowo o barwie żywozielonej, później brązowiejący, czasami z niebieskawym odcieniem. Uszkodzony szybko zmienia barwę na niebieskozieloną, zwłaszcza w dolnej części. Powierzchnia naga, błyszcząca, z białą, filcowatą grzybnią u podstawy.
Miąższ
Zarówno w kapeluszu, jak i w trzonie jasnozielony lub oliwkowy, po uszkodzeniu zmieniający się na niebieskozielony. Bez zapachu, lub ze słabym, nieco mdlącym, przypominającym zapach myszy lub niektóre żółte sery. Bez smaku, lub o nieco nieprzyjemnym smaku.
Cechy mikroskopowe
Zarodniki w widoku z boku w zarysie elipsoidalne, kanciaste, 6-9-kątowe, o wymiarach (9,0–) 10,5–13,0 (–14,0) × 7,5–9,5 (–10,0) μm. Podstawki 28–60 × 9–16 μm, 2- lub 4–zarodnikowe, ze sprzążkami. Brak cheilocystyd. Komórki skórki o cylindrycznych lub napęczniałych strzępkach o szerokości 10–20 μm z końcowymi elementami o szerokości do 25 μm. Zawierają wewnątrzkomórkowy pigment. W strzępkach pod skórką i w tramie błyszczące granulki. W strzępkach brak sprzążek.
Gatunki podobne
Dzwonkówka brązowozielona jest łatwa do odróżnienia od innych dzwonkówek po zielonym lub oliwkowym kolorze i szybkiej jego zmianie na niebieskozielony po uszkodzeniu. Nieco podobna dzwonkówka cytrynowa (Entoloma pleopodium) ma mniej intensywną zieloną barwę, garbek na środku kapelusza oraz przyjemny, owocowy zapach.

## Występowanie i siedlisko
Dzwonkówka brązowozielona w Europie jest szeroko rozprzestrzeniona. Podano jej występowanie także w Meksyku, wschodnich rejonach USA, w Korei i Japonii. Jest rzadka. W Polsce również jest raczej rzadka, w piśmiennictwie naukowym podano 3 jej stanowiska. Nowsze stanowiska podaje internetowy atlas grzybów. Dzwonkówka brązowozielona jest w nim zaliczona do grzybów zagrożonych i chronionych.
Owocniki wyrastają w małych grupach w trawie i w mchach na słabo nawożonych, półnaturalnych łąkach. Preferuje gleby suche, piaszczyste lub gliniaste, także wapienne. Owocniki tworzy od czerwca do października. W Polsce notowana m.in. w Tatrach wśród roślin wysokogórskich (dębik ośmiopłatkowy i turzyca mocna).

## Znaczenie
Saprotrof. Jest grzybem jadalnym, ale ze względu na niewielkie rozmiary i rzadkość występowania zupełnie bez znaczenia praktycznego. Odradza się też zbieranie do celów spożywczych ze względu na możliwość pomylenia z gatunkami trującymi.